# Cabinentaxi
Das Cabinentaxi war ein Entwicklungsprojekt des bundesdeutschen Forschungsministeriums für ein Personentransportsystem, das von einem Joint Venture aus Demag und Messerschmitt-Bölkow-Blohm (MBB) durchgeführt wurde. Die Besonderheit war die Umsetzung eines sogenannten Personal-Rapid-Transit-Konzepts (PRT), das im Gegensatz zum herkömmlichen Öffentlichen Personennahverkehr (ÖPNV) mit seinen nach Fahrplan verkehrenden Fahrzeugen kleine, voneinander unabhängige Kabinen verwendet, mit denen Fahrgäste individuell auf Bestellung ohne Zwischenhalt vollautomatisch an ihr Ziel gelangen.
Neben Hagen wurden Umsetzungen der Technologie in Berlin (Spandau, Lichterfelde/Marienfelde, Wittenau/Märkisches Viertel), Bremen (Huchting):4-173, Freiburg, Düsseldorf-Garath (Anbindung an Bahnhof), Lemgo, Erkrath-Hochdahl, Hamburg (Allermöhe, City Nord, Eimsbüttel, Farmsen:4-173), Marl, München (Nord, Perlach):4-173, Detroit und Indianapolis untersucht.

## Konzept
Ein Konzept für eine Kabinenbahn wurde in den 1970er Jahren in Hagen von dem Ingenieur und Projektleiter des Cabinentaxis, Klaus Becker, erprobt: Die Zielwahl der Fahrgäste sollte über die Eingabe eines Zifferncodes geschehen. Im Gegensatz zur reinen Hängebahn bzw. Hochbahn verkehren die elektrisch angetriebenen Kabinen auf beiden Ebenen, um auf geringem Raum mit einer einzigen Führungsschiene beide Fahrtrichtungen zu ermöglichen.
Die Kabinen verkehrten mit einer Höchstgeschwindigkeit von 36 km/h auf einem aufgeständerten Fahrweg, der von zwei asynchron betriebenen Kurzstatormotoren (Linearmotoren) in einer waagerechten Doppelkammanordnung angetrieben wurde.
Die Arbeitsgemeinschaft Cabinentaxi (CAT) forschte und entwickelte seit 1970 gemeinsam auf dem Gebiet der neuen Systeme für ÖPNV in Städten. Seit 1. Januar 1972 wurde diese Arbeitsgemeinschaft vom damaligen Bundesministerium für Forschung und Entwicklung gefördert. Im Juni 1972 wurde eine detaillierte Projektplanung vorgestellt, auch im Unterricht der Hagener Schulen. Fotomontagen und Filme zeigten die gestalterische Einbindung in die Stadt. Kern des Modells war die Stadt Hagen, die mit 132 km Streckenlänge und 182 Stationen die Vorreiterrolle übernehmen sollte. Entsprechende Netzpläne wurden an der späteren Versuchsstrecke angebracht. Ebenso werden schon die Gebiete der 1975 anstehenden kommunalen Neuordnung mit berücksichtigt. Randbezirke sollten mit dem Bus als Zubringer erschlossen werden. Ausgelegt war die Kapazität auf eine Einwohnerzahl von 400.000, die der Raum Hagen im Jahr 2000 haben sollte.

## Versuchsstrecke

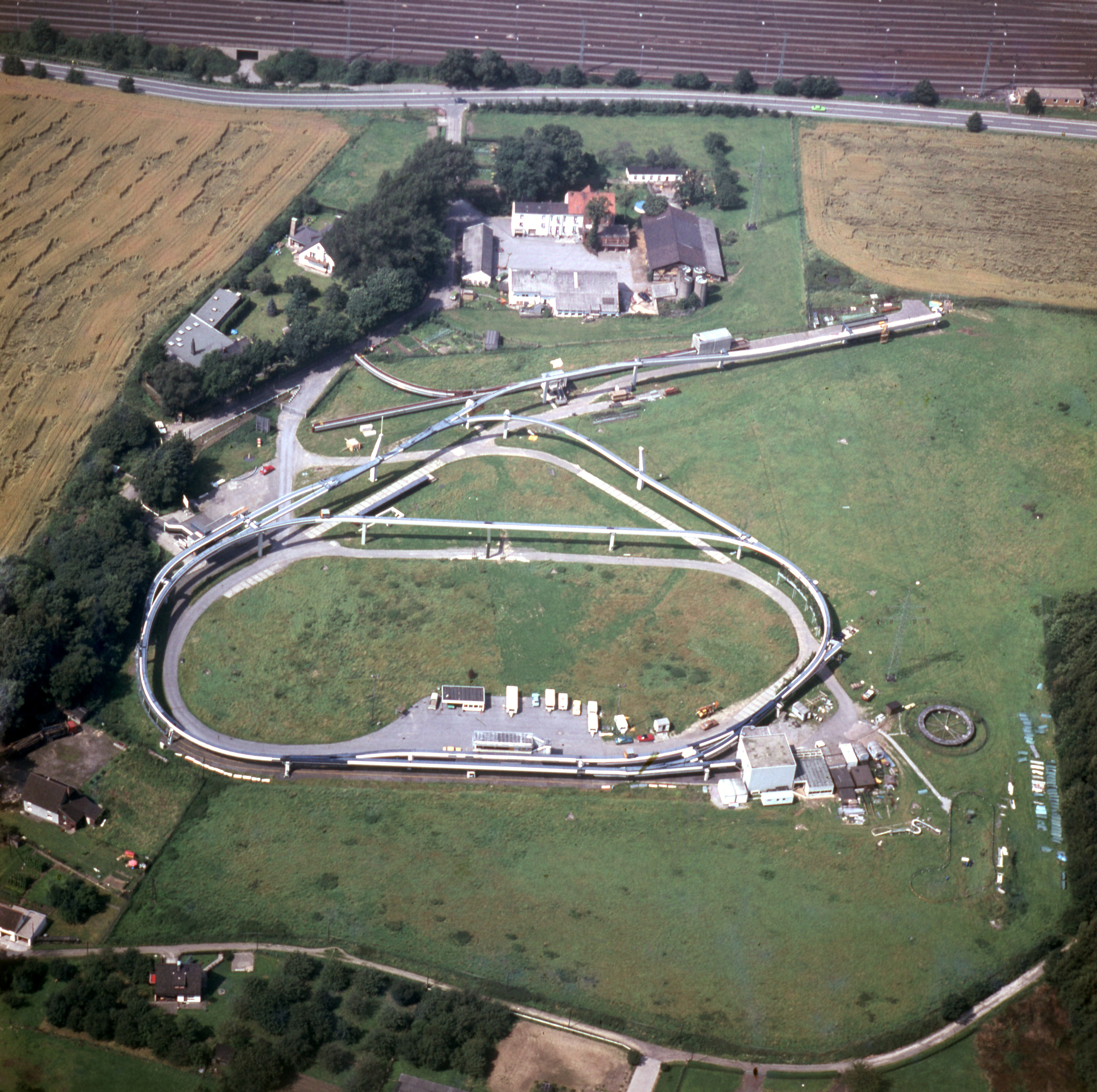
Luftbild der Versuchsstrecke, 1978

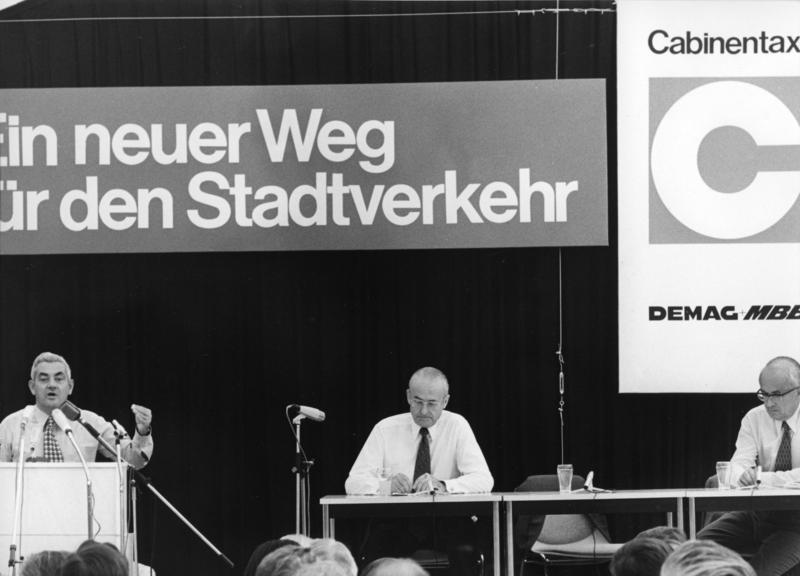
Minister Horst Ehmke eröffnete die Erprobungsanlage 1973

Im Jahr 1973 wurde in Hagen-Vorhalle eine 150 m lange Teststrecke errichtet und am 6. September feierlich in Betrieb genommen.
Die Teststrecke wurde im Nordwesten von der Bundesstraße 226 Volmarsteiner Straße, im Südwesten von der Straße Oberste Hülsberg und im Osten von der Straße Am Tempel flankiert. Bereits ein Jahr später, am 11. November 1974, wurde die Strecke auf 1,5 km kreisförmig ausgebaut. Fünf Kabinen, drei oben und zwei unten, wurden für die umfangreichen Tests verwendet. Im Oktober 1975 wurde zusätzlich eine Zwölf-Personen-Kabine eingesetzt. 1976 wurde die Teststrecke auf 1,9 km erweitert. Sie bekam insgesamt sechs Stationen (einschließlich der für Wartungsarbeiten und Rettungskabinen) und 24 Kabinen. Die Serienreife wurde 1981 erreicht. Ursprünglich sollte mit dem Cabinentaxi ein alternatives Verkehrsmittel für die Beförderung von vier, sechs, acht und zwölf Personen sowie eine Variante für den Güterverkehr geschaffen werden, aber es blieb bei der Versuchsstrecke.
Die Versuchsanlage wurde im Juli 1981 vollständig abgebaut. Heute ist dieses Gelände in landwirtschaftlicher Nutzung, lediglich ein Zaun und Eingangsschilder der Versuchsanlage sind noch zu sehen. Die Cabine C01 ist als Gartenlaube in einem Hagener Privatgarten erhalten.

## Cabinenlift
Ein Abkömmling dieser Entwicklung wurde 1975 als 578-m-Horizontallift, genannt Cabinenlift, im Kreiskrankenhaus Ziegenhain zur Verbindung der Vor- und Nachsorgeklinik errichtet und blieb bis 2002 in Betrieb.
Weitere Umsetzungen des Cabinenlifts waren im Bremer Klinikum Mitte und im Medical Center in Boston:4-78 geplant.

## Video
- Das Cabinentaxi - Krauss Maffei Transurban (1974) auf YouTube, 13. Juli 2015 (Laufzeit: 2:17 min).
- Cabinentaxi auf YouTube, 20. Dezember 2006 (englisch; mit deutschen Untertiteln; Laufzeit: 6:49 min).
- CabinenTaxi (Memento vom 27. September 2007 im Internet Archive) Teststrecke in Hagen 1972 (1970–1983) (85 MB mpg), Englisch
- CabinenTaxi Teststrecke in Hagen 1972 (1970–1983) (34 MB divx), Englisch